# Hypnos
Hypnos er søvnens gud i den græske mytologi. Han er en tvillingebror til Thanatos, dødens gud og søn af gudinden, Nyx, nattens gudinde.
Hypnos ses som nøgent barn i Nyx' favn i Bertel Thorvaldsens berømte relief Natten.